# Theda Behme
Theda Elisabeth Henriette Behme (geboren 16. März 1877 in Goslar; gestorben 7. August 1961 in Bad Harzburg) war eine deutsche Journalistin, Fotografin und Naturschützerin.

## Werdegang
Behme wurde am 16. März 1877 in Goslar geboren. Ihr Bruder war der Jurist, Geologe, Fotograf und Tsingtau-Reisende Friedrich Behme.
Behme besuchte zunächst die höhere Mädchenschule in Goslar und absolvierte anschließend eine Ausbildung in Hannover.  Nach dem Tod ihrer Eltern 1923 vermietete sie teilweise das Elternhaus und bestritt so ihren Lebensunterhalt. Im Ersten Weltkrieg arbeitete Behme im Lazarett. 1917 begann sie eine Tätigkeit beim Deutschen Bund Heimatschutz (DBH) sowie bei der preußischen Staatlichen Stelle für Naturdenkmalpflege und nahm in Berlin ihren zweiten Wohnsitz. Als in Goslar 1921 eine DBH-Gruppe entstand, wurde Behme deren Geschäftsführerin, später nach deren Zusammenschluss mit dem Geschichtsverein Goslar, wurde sie in dem neuen Verein Beirätin auf Lebenszeit. Ab 1939 hatte sie nurmehr den Goslarer Wohnsitz.
Behme arbeitete als Journalistin und Fotografin und unternahm zahlreiche Reisen ins In- und Ausland. Sie veröffentlichte Sachbücher sowie eine Vielzahl von Artikeln in Zeitschriften und Zeitungen; außerdem hielt sie Vorträge. Behme arbeitete eng mit dem Biologen, Naturschutzaktivisten und Nationalsozialisten Walter Schoenichen zusammen.
Sie starb am 7. August 1961 in Bad Harzburg.

## Wirken
Behmes Schaffen war der Heimatkunde, Kunstgeschichte und Naturdenkmalpflege gewidmet. Ihr erstes Buch veröffentlichte sie 1928 unter dem Titel Schlichte deutsche Wohnmöbel. 1931 folgte Reklame und Heimatbild, worin Behme sich gegen die zunehmende Außenwerbung als „Verunstaltung der Landschaft“ positionierte. Sie ging davon aus, dass Werbung zwar ökonomisch notwendig sei, forderte aber deren "künstlerisch einwandfreie Gestaltung und eine Einordnung in Städtebau und Landschaftsgestaltung". Spätere Beiträge finden sich u. a. im Goslarer Bergkalender.
Bereits während des Ersten Weltkriegs begann Behme zu fotografieren. Später illustrierte sie ihre Bücher und Artikel umfangreich mit weitgehend eigenen Fotografien. Möglicherweise hatte sie durch ihren sieben Jahre älteren Bruder Friedrich zur Fotografie gefunden. Nach dessen Tod übernahm sie seinen über den Krieg geretteten fotografischen Nachlass. Im noch kaum erschlossenen Nachlass Behme finden sich geschlossene Themenkreise, die wahrscheinlich Theda Behme zuzuschreiben sind.

## Ehrung

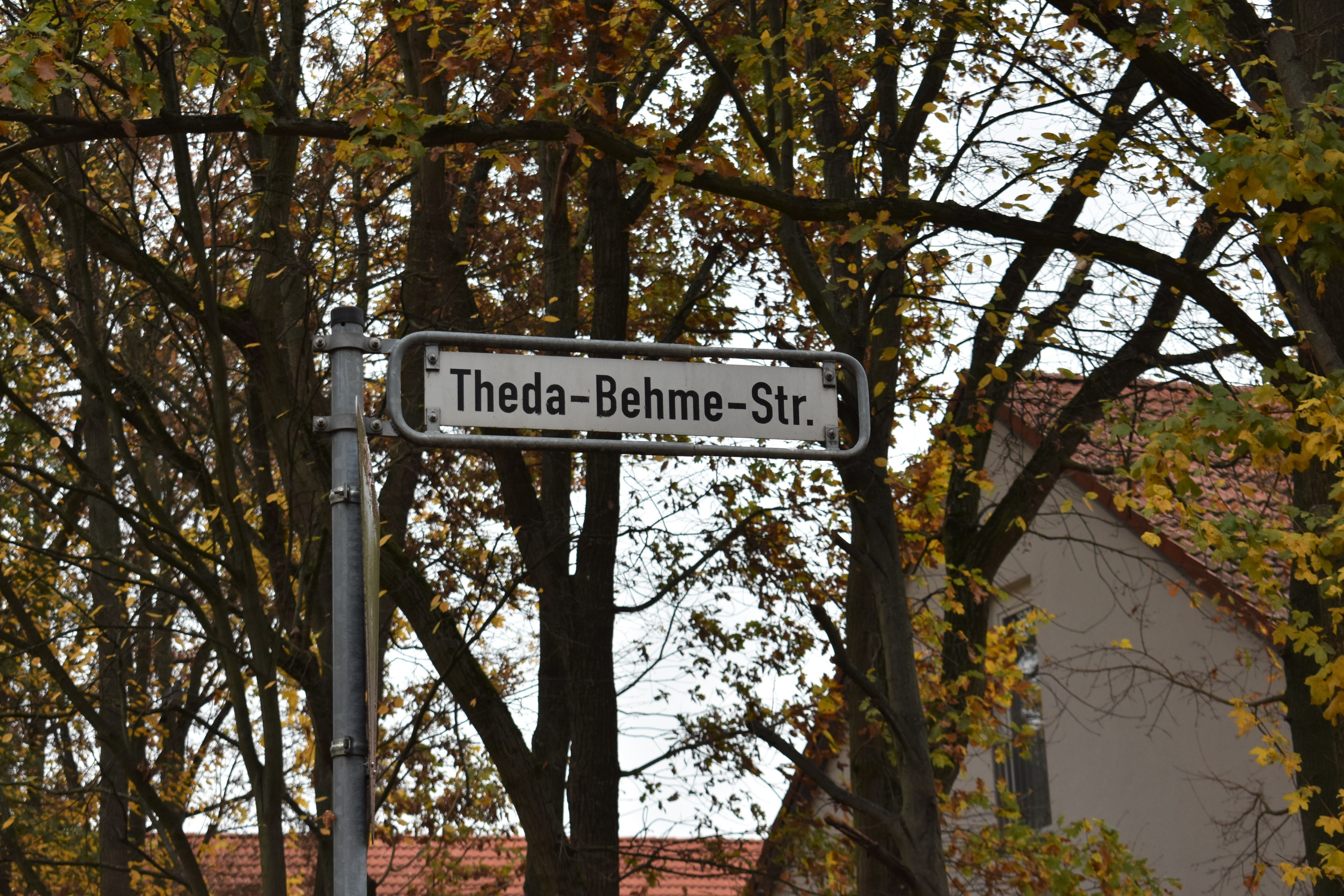
Straßenschild an der Theda-Behme-Straße in Hannover-Wettbergen

In Hannover wurde im Jahr 2000 eine Straße im Stadtteil Wettbergen nach Theda Behme benannt.

## Veröffentlichungen
- Schlichte deutsche Wohnmöbel. Mit einem Beitrag: Der Werkstoff und seine Verarbeitung von Herbert Gericke. Hrsg. vom Deutschen Bund Heimatschutz, Arbeitsgemeinschaft für deutsche Handwerkskultur. Verlag Georg D. W. Callwey, München 1928
- Reklame und Heimatbild. Verlag J. Neumann, Neudamm 1931
- Die schöne Wohnung der Gegenwart. In: Ada Schmidt-Beil: Die Kultur der Frau: eine Lebenssymphonie der Frau des 20. Jahrhunderts. Verlag für Kultur und Wissenschaft, Berlin-Frohnau 1931, S. 499–504
- Spitzenwunder aus dem Sudetenland. In: Frauen-Kultur im Deutschen Frauenwerk. Zeitschrift des Deutschen Frauenwerkes. Fünftes Heft Mai 1940 Deutsches Frauenwerk (Herausgeber). Otto Beyer Verlag, Leipzig / Berlin 1940